# Восток (Могилёвская область)
Восток (бел. Васток) — деревня в составе Вишовского сельсовета Белыничского района Могилёвской области Беларуси. Население — 2 человека (2019).

## Географическое положение
Ближайшие населённые пункты: Рафолово, Клины.

## История
Согласно письменным источникам известна с XVIII века. В 1770 году село в Оршанского повета Витебского воеводства ВКЛ. После первого раздела Речи Посполитой (1772) в составе Российской Империи. В 1777 году упоминается под названием Блёвка в Могилёвском уезде Могилёвской губернии. В 1785 в имении Глуховщина Могилёвского уезда, 12 дворов. С февраля по октябрь 1918 года деревня оккупирована германскими войсками. В 1931 году образован колхоз «Ленинский призыв». В период Великой Отечественной войны со 2 июля 1941 года по 29 июня 1944 года оккупирована немецко-фашистскими захватчиками. 10 односельчан погибли на фронте. В 1986 году в составе колхоза «Ленинский призыв» (центр — д. Лямница). 
Планировка линейная. Короткая улица, ориентированная с северо-запада на юго-восток, застроена двухсторонне, плотно деревянными сельскими домами с приусадебными участками.

## Население
| Численность населения (по переписи) | Численность населения (по переписи) | Численность населения (по переписи) |
| 1785                                | 2009                                | 2019                                |
| ----------------------------------- | ----------------------------------- | ----------------------------------- |
| 72                                  | ↘4                                  | ↘2                                  |